# Gunnar Seijbold
Gunnar Seijbold (Estocolmo, 25 de enero de 1955 - Estocolmo, 25 de abril de 2020) fue un músico y fotógrafo de prensa independiente sueco. Durante su carrera trabajó para varios periódicos, incluidos Expressen, Dagens Nyheter y Aftonbladet. También trabajó en calidad de fotógrafo para el gobierno sueco y trabajó como fotógrafo oficial de la Unión Europea. Durante su carrera, Seijbold conoció y fotografió al presidente estadounidense, Barack Obama. 

## Primeros años
Seijbold nació y creció en Estocolmo. Su padre, Olle Seijbold, también fue un fotógrafo que tomó fotos de la extradición sueca de soldados bálticos en 1945.

## Carrera
Durante su carrera, trabajó para varios periódicos, entre ellos Expressen, Dagens Nyheter y Aftonbladet.
Fue el fotógrafo oficial del gobierno sueco, y siguió al primer ministro Fredrik Reinfeldt en su visita para reunirse con el presidente estadounidense Barack Obama en la Casa Blanca en 2009. También fue el fotógrafo oficial de la Unión Europea durante el período de liderazgo de Suecia de la unión en 2009. En esta capacidad, proporcionó fotografías de reuniones oficiales y trabajo a la prensa mundial.
Fundó la compañía fotográfica Svenska Bild, junto con Andreas Hassellöf, Gustav Mårtensson y Lars G. Öhlund. Se desempeñó como CEO de la compañía. 
También era músico, y actuó como bajista en el álbum de Eddie Meduza För Jaevle Braa! en 1982.

## Muerte
Seijbold murió el 25 de abril de 2020 después de sufrir de COVID-19. Había estado enfermo durante un mes y pasó la última semana en el hospital.